# Michu
Michu, właśc. Miguel Pérez Cuesta (ur. 21 marca 1986 w Oviedo) – hiszpański piłkarz, który występował na pozycji pomocnika lub napastnika. Zakończył karierę piłkarską w 2017 r.

## Kariera piłkarska
Karierę rozpoczął w lokalnym Realu Oviedo i grał w niższych ligach. W 2007 r. przeszedł do rezerw Celty Vigo, gdzie występował w Segunda División.
W swoich ostatnich dwóch sezonach w drugiej lidze trafił 12 bramek. 8 czerwca 2011 r. trafił jedynego gola w pierwszym spotkaniu play-off o awans przeciwko Granada CF. Jednak w drugim meczu nie trafił rzutu karnego i Celta Vigo została wyeliminowana.
27 lipca 2011 r. po wygaśnięciu kontraktu z Celtą podpisał dwuletni kontrakt z Rayo Vallecano.
20 lipca 2012 r. został zawodnikiem walijskiego Swansea City. W swoim pierwszym sezonie w rozgrywkach Premier League zdobył 18 bramek. Strzelił gola w finałowym spotkaniu Capital One Cup przeciwko Bradford (5:0). Dzięki zwycięstwu w tym spotkaniu Swansea zakwalifikowała się pierwszy raz w historii klubu do Ligi Europy.
17 lipca 2014 r. Swansea City ogłosiło na swojej stronie, że zawodnik przechodzi do włoskiego SSC Napoli na zasadzie wypożyczenia. Pod koniec sezonu wrócił do Swansea City, ale 9 listopada 2015 r. kontrakt z walijskim klubem został rozwiązany za obustronnym porozumieniem.
W grudniu 2015 podpisał kontrakt z czwartoligowym UP Langreo, gdzie trenował pod okiem swojego brata Hernána Péreza.
19 sierpnia 2016 r. Michu przeniósł się do Real Oviedo (II poziom hiszpańskich rozgrywek ligowych).
25 lipca 2017 r. zakończył karierę piłkarską.